# Záhadná hvězda
Záhadná hvězda (francouzsky L'Étoile mystérieuse) je desátý díl komiksové série Tintinova dobrodružství, napsaných a ilustrovaných belgickým spisovatelem a ilustrátorem Hergém.
Záhadná hvězda vypráví o Tintinově cestě směřující do Severního ledového oceánu, kde chce získat asteroid z neznámého, vesmírného kovu.

## Vydání a jiné verze
Záhadná hvězda byla poprvé vydávána jako černobílý komiks v deníku Le Soir v roce 1941, poté byla publikována barevně v roce 1942.
V České republice album vydal Albatros, stalo se tak roku 2008.

## Děj
Jednoho večera se Tintin vydá na procházku se svým věrným psem Filutou. Večer je neobvykle horký. Pak zpozoruje na obloze velkou hvězdu ve Velkém vozu, která tam nebývala. Když se vrátí domů, volá do vesmírné observatoře, kde mu řeknou, že zvláštní jev pozorují a pak zavěsí.
Tintin se podiví velkému horku v místnosti a jde otevřít okno, kde zpozoruje, že je hvězda každou minutu čím dál větší. Jde do vesmírné observatoře a po menších potížích s vrátným se dostane dovnitř. Seznamuje se s mužem jménem Filipulus, který se prohlašuje za proroka a říká: “Trest, Nezapomeňte na má slova! Trest!“ Celý zmatený, Tintin vstupuje do hlavní místnosti s velkým dalekohledem, kde se seznamuje s ředitelem observatoře profesorem, Kalysem, který objevil, že záhadná hvězda je ve skutečnosti bolid, který se má druhý den ráno srazit se Zemí a způsobit její zánik.
Avšak místo, aby se asteroid srazil se Zemí, proletí kolem ní, několik částí však spadne do Severního ledového oceánu, čímž způsobí menší, několik minut trvající zemětřesení.
Po analýze spektroskopického fota meteoritu, profesor Kalys předpokládá, že je složen ze zcela nového, neznámého kovu a pojmenovává ho kalysten, avšak se zděšením zjišťuje že meteor spadl do moře, a proto je pravděpodobné, že je ztracen. Ale Tintin si uvědomuje, že meteorit může vyčnívat z moře, profesor s ním souhlasí a organizuje expedici s cílem získání kovu k dalšímu výzkumu. Členy expedice jsou významní vědci, Tintin jako reportér, jeho věrný pes Filuta a alkoholický Kapitán Haddock (ironicky je předsedou LNA – Ligy Námořních Abstinentů), který bude kapitánem na palubě trauleru Aurora.
Jenže Aurora neví o konkurenční misi, jiné expedice, kterou zaštiťuje bohatý továrník Bohlwinkel ze Sao Rica, plující na lodi Peary. Expedice se proměňuje v závod, kdo bude dříve na meteoru. Bohlwinkel se pokouší o sabotáž – přiměje Filipuluse, aby vyhodil loď dynamitem, avšak posádka to zjistí a dynamit hodí přes palubu. Když plují přes Severní moře, do Aurory málem vrazí další Bohlwinkelova loď, Haddock se však dokáže lodi vyhnout.
Dalšími překážkami se vyskytují na Islandu v Akureyri, když Haddock potřebuje dočerpat palivo. Tam ho však informují, že palivo není k dispozici. Je vzteklý do doby, než narazí na starého přítele, kapitána Chestera, který mu říká, že paliva je dostatek a že Golden Oil Company (která má monopol paliva) je ve vlastnictví Bohlwinkela. Společně s Tintinem vymyslí plán, jak získat potřebné palivo – při pumpování vedou hadicí palivo ze Siriuse (Chesterova loď) do Aurory, takže natankují dvě lodi zároveň.
Když expedice dohání Peary, obdrží nezřetelné tísňové volání z jiné lodi a otočí se, aby pomohli. Tintin si však uvědomí, že nouzové volání je podvrh, který je má zdržet a plují dál. Poté se ovšem domnívají, že Peary dosáhla meteoritu, avšak ještě mají naději. Titnin doletí k meteoritu hydroplánem, s menšími problémy vyskočí padákem a zapichuje vlajku do meteoritu. Aurora vítězí a Peary odplouvá.
Tintin se utáboří na meteoritu, nají se a odhodí pavouka a ohryzek za sebe. Když se ráno probudí zjistí, že na místě ohryzku vyrostl obrovský strom. Najednou je Tintin ohrožen obrovským pavoukem a obrovskými explodujícími houbami. Meteor se začne otřásat, Tintin bere vzorek meteoritu a skáče do bezpečí a odlétá, zatímco se meteor potápí.
Triumfální návrat expedice je vysílán v rádiu, Bohlnwinkel je nejprve frustrovaný porážkou, ale pak dostane znepokojující zprávu, že je zatčen kvůli pokusu o zničení Aurory. Kapitán Haddock netrpělivě vyhlíží pevninu, došel mu totiž jeho nejcennější poklad – whisky.